# Alan Wake 2
Alan Wake 2 – wydana 27 października 2023 r. przez Epic Games gra video z gatunku survival horror, stworzona przez Remedy Entertainment, będąca kontynuacją gry Alan Wake z 2010 r.

## Fabuła
Historia opowiada o bestsellerowym powieściopisarzu, Alanie Wake'u, który jest uwięziony w alternatywnym wymiarze od 13 lat. Podejmuje on próbę ucieczki, pisząc historię grozy, w której udział bierze specjalna agentka FBI Saga Anderson.

## Rozgrywka
Alan Wake 2 jest grą survival horror, rozgrywaną z perspektywy trzeciej osoby. Gracze wcielają się w Alana Wake'a lub Sagę Andersona w dwóch oddzielnych historiach rozgrywanych przez jednego gracza, które można rozgrywać w dowolnej kolejności, chociaż sekwencje otwierające i kończące można rozgrywać odpowiednio tylko jako Saga i Alan.

## Odbiór gry
Gra spotkała się z pozytywnym odbiorem, zarówno graczy jak i recenzentów. W lutym 2024 r. ogłoszono, że gra sprzedała się w nakładzie przekraczającym 1,3 miliona kopii. Pomimo tego w kwietniu 2024 wydawca poinformował, że gra jak dotąd nie zwróciła się pod względem części poniesionych kosztów.